# Bioč
Bioč é uma montanha do Montenegro, na cordilheira dos Alpes Dináricos. Fica perto da fronteira Bósnia e Herzegovina-Montenegro.